# Torbern Fegræus
Torbern Jarl Severin Fegræus, född 3 september 1853 på Kuse gård i Västerhejde socken, död 18 juli 1923 i Visby, var en svensk geolog.
Torbern Fegræus var son till kommissionslantmätaren Carl Ludvig August Victor Fegræus. Efter mogenhetsexamen vid Visby högre elementarläroverk 1875 blev han student vid Uppsala universitet. Han studerade för bergsexamen där och blev filosofie kandidat 1888, filosofie licentiat 1889 och filosofie doktor 1890. Fegræus arbetade som extra geolog vid Sveriges geologiska undersökning somrarna 1878–1887 och 1889–1890. Han var extra elev vid Bergskolan i Stockholm 1890–1891 och tjänstgjorde under 1891 vid Sveriges geologiska undersökning. Han företog 1888–1889 studieresor i Tyskland och Österrike, 1897 i Ural- och Volgaområdet, 1898 i området mellan Uralfloden och Aralsjön, 1900 i Persien och samma år även i Pyrenéerna, 1902 i Nordamerika, 1907 i Rumänien samt flera gånger i länderna kring Kaukasus, på Krim med flera platser. Fegræus var 1891–1913 chefsgeolog hos oljebolaget Bröderna Nobel i Baku och 1913–1917 chefsgeolog vid bolagets styrelse i Sankt Petersburg 1913–1917.  År 1902 blev han arbetande ledamot av Kejserliga mineralogiska sällskapet i Sankt Petersburg. År 1904 blev Fegræus riddare av Ryska Sankt Stanislaus-orden. Han är begravd på Norra kyrkogården i Visby.